# 7TP
A 7TP a brit 6 tonnás Vickers-harckocsin alapuló lengyel könnyű harckocsi a második világháború idejéből. A lengyel hadsereg alapvető harckocsi-típusa volt az 1939-es lengyelországi hadjárat idején. 139 db készült belőle. A 7TP szolgált alapul a C7P tüzérségi vontató kifejlesztéséhez.

## Története
A 7TP harckocsi a Lengyelország által megvásárolt és licenc alapján gyártott 6 tonnás Viskers Mk. E harckocsi továbbfejlesztésével jött létre. A harckocsi az alapul szolgáló járműhöz képest erősebb és megbízhatóbb motort, vastagabb páncélzatot és hatékonyabb fegyverzetet (egy 37 mm-es ágyút) kapott. A harcjárműbe Gundlach-periszkópokat építettek be, és több apróbb módosítást is végrehajtottak, így pl. átalakították a szellőztető rendszert és más rádiót építettek be. A jármű típusjelzése, a 7TP, a hét tonnás harci tömegre utal (7-tonowy, polski; lengyelül 7 tonnás). A hét tonnás tömeg azonban csak a prototípusokra volt érvényes, a sorozatgyártású példányok harci tömege a módosítások miatt meghaladta a 9 tonnát is. 1934-ben készült el a prototípusa. A harckocsival 1934. augusztus 16. – október 1. között végezték el a harctéri próbákat, ennek során a jármű 1100 km-t tett meg. 1935 tavaszán döntöttek a rendszeresítéséről és a sorozatgyártásról.
A prototípusokat is beleszámítva összesen 139 db-ot gyártottak. Az 1935–1939 közötti sorozatgyártás során 132 db készült. Az összes elkészült példányból 134 db-ot az ursusi gépgyár épített. Mint az alapul vett Mk. E-t, kezdetben a 7TP-t is két változatban gyártották. Az egyik változat kéttornyú volt, két db Ckm wz.30 típusú géppuskával felszerelve. A másik változat egy toronnyal készült, és egy 37 mm-es 37 M Bofors-ágyúval volt felszerelve. A két változat típusjelzése azonos volt. A tapasztalatok azonban azt mutatták, hogy az elavult koncepció alapján készült kéttornyú kivitel tűzereje gyenge volt, így ennek a gyártását beszüntették. A háború kitöréséig a kéttornyú példányok többségét is átépítették egytornyú, ágyús kivitelűre. 1939 szeptemberében, a háború kitörésekor a típusnak már csak 24 példánya volt kéttornyos kivitelű.

## Szolgálatban
Amikor a harckocsikat hadrendbe állították, megalakították a 3. hadosztályt Varsóban. Az 1930-as évek végén, valószínűleg 1937-ben, új 7TP-k érkeztek, a Vickerseket a 2. zászlóaljhoz vezényelték Żurawicába, Przemyśl közelében. A második egység, amely Vickers harckocsikkal volt felszerelve, a 11. zászlóalj volt a Harcjármű Kiképző Központban, (CWBrPanc), Modlinban. Öt harckocsit ezek közül az ún. mozgósítási tartalékba vonták, amely békeidőben zárolt volt. A maradék az intenzív gyakorlást szolgálta, így ezek erősen elhasználódtak, majd 1939-ben kivonták őket.
1938. szeptember 4. és 20. között húsz tank vett részt a Volhíniában megrendezett nagy gyakorlaton. Az itt kialakított egység a 10. (gépesített) Lovassági Dandár elnevezést kapta. A gyakorlat előkészület volt, a csehszlovák Olsa-terület lengyel fennhatóság alá vonását modellezte. Ez a terület 1919-ig lengyel volt, csak ez után került a csehek kezébe. A lengyel kormány felhasználta a müncheni szerződés megkötését. 1938. szeptember 22-én a 10. (gépesített) Lovassági Dandár az ideiglenes Śląsk (Szilézia) harccsoport részeként, bevonult az Olsa-területre. A dandár a következő két hónapot itt töltötte.
1939. szeptember 1-jén a németek támadást indítottak. A Németország határának közelében állomásozó 1. zászlóalj tankjai már a támadás megkezdésekor súlyos veszteségeket szenvedtek és csak pár példányt sikerült megmenteni. Ezeket a tankokat Varsó védelménél használták. A délen Sziléziában állomásozó 2. zászlóalj azonban nagyobb sikereket ért el. Szeptember 4-én 6 német tankot és 2 páncélautót lőttek ki miközben ők csak 1 db 7TP tankot vesztettek. Másnap is szép eredményt értek el 11 db német páncélost lőttek ki és 5 db-ot megrongáltak miközben csak 2 db 7TP páncélos semmisült meg. Mégis visszavonulásra kényszerültek mivel északon a német haderők gyorsan törtek előre és félő volt, hogy bekerítik és megsemmisítik a teljes 2. zászlóaljat. Visszavonulás közben sok 7TP-ből kifogyott a dízelolaj és kénytelenek voltak hátrahagyni őket. A 3. zászlóalj tankjai részt vettek Varsó védelmében és közel 40 német páncélost lőttek ki, de a visszaverésre ez is kevés volt. Lengyelország elfoglalása után a megmaradt 7TP-ket a németek állították szolgálatba PzKpfw 7TP(p) néven és főleg a lengyel partizánok leverésére használták őket, de Norvégiában és Franciaországban is bevetették őket. Az oroszok is zsákmányoltak egy 7TP ám ők csak tesztelésre használták.

## Galéria

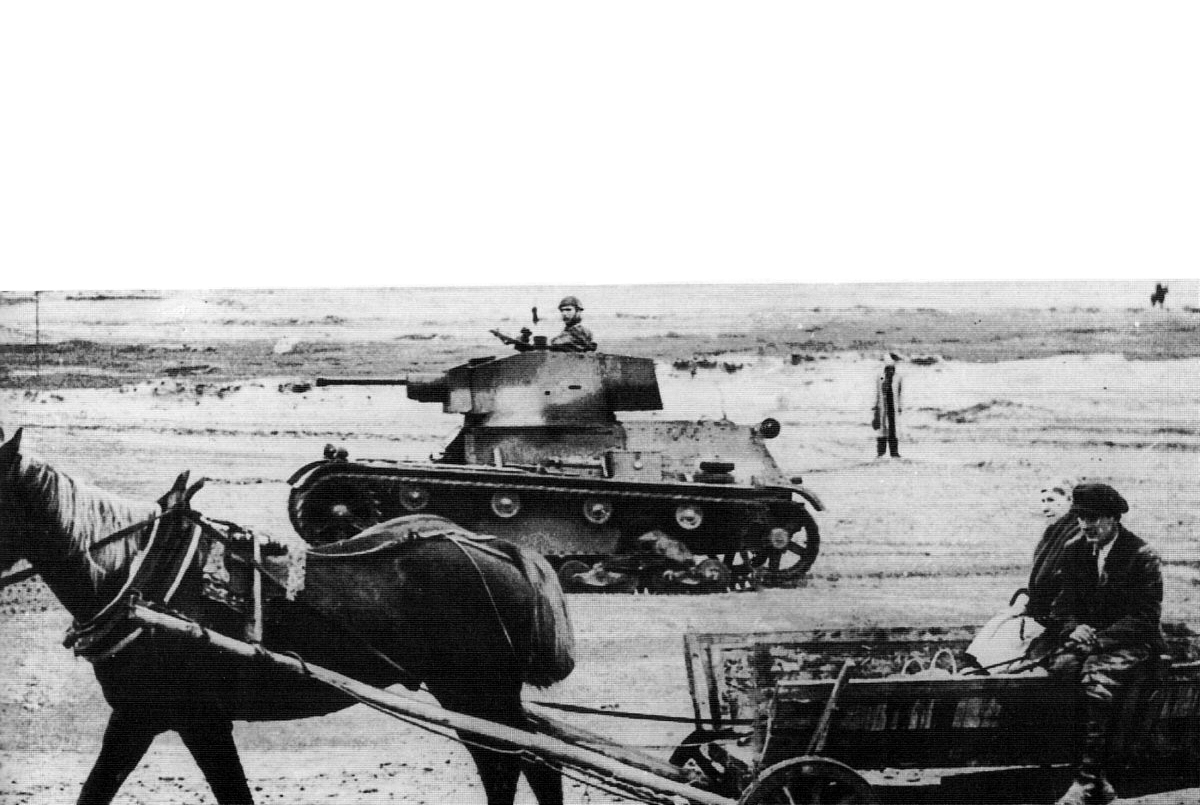
Lengyel 7TP tank az 1939-es szeptemberi invázió során.
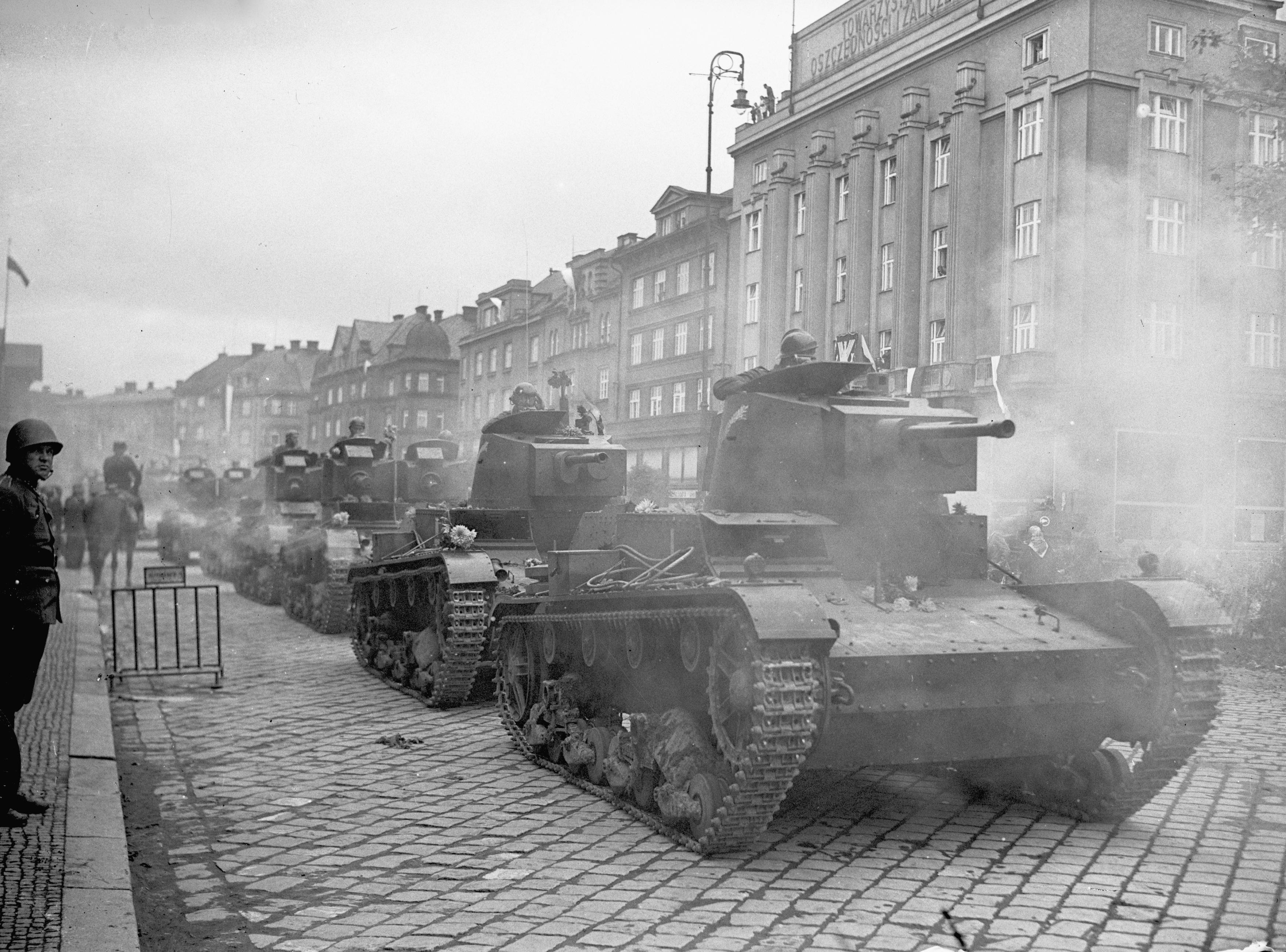
7TP tankok Zaolzie-ban, 1938.
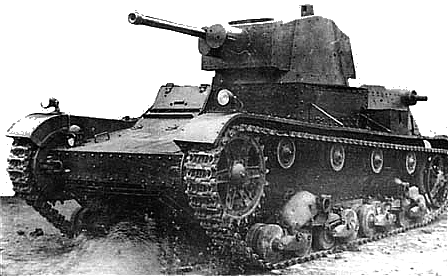
7TP harckocsi egy tornyos változata.
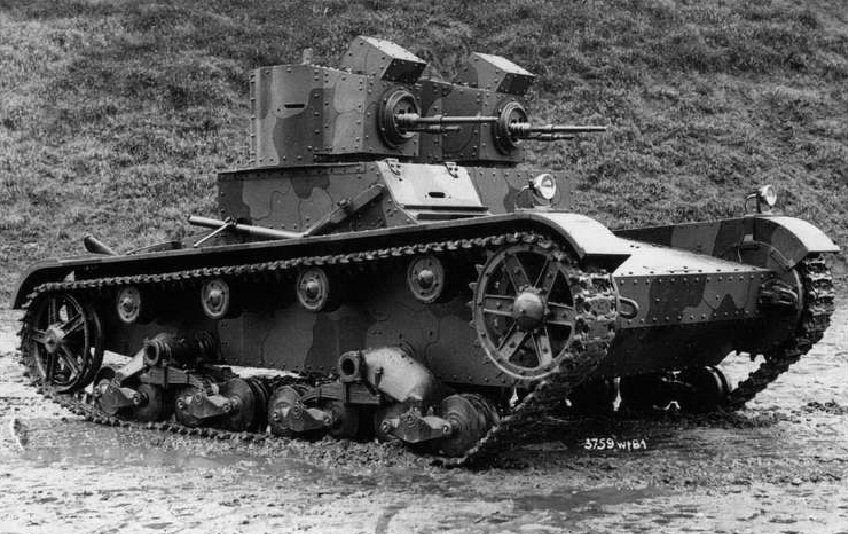
7TP harckocsi két tornyos változata.
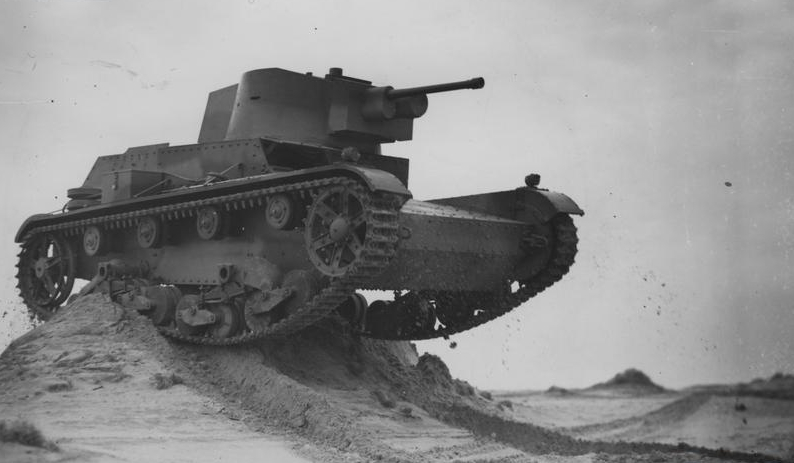
7TP harcászati gyakorlat közben.
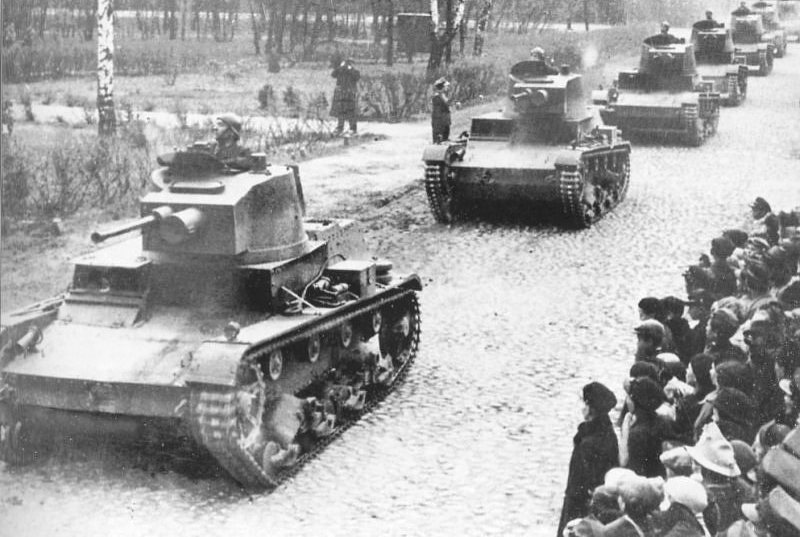
Lengyel 7TP tankok felvonulása.